# Amancio (Kuba)
Amancio – gmina i miasto na Kubie, w prowincji Las Tunas. W 2004 r. gminę tę zamieszkiwało 41 523 osób, w tym miasto 8288.